# Hemitaurichthys thompsoni
Hemitaurichthys thompsoni là một loài cá biển thuộc chi Hemitaurichthys trong họ Cá bướm. Loài này được mô tả lần đầu tiên vào năm 1923.

## Từ nguyên
Từ định danh thompsoni được đặt theo tên của John W. Thompson, họa sĩ và là người dựng mô hình tại Bảo tàng Bishop (Honolulu), người đã mua được mẫu định danh của loài cá này tại một chợ cá.

## Phạm vi phân bố và môi trường sống
H. thompsoni xuất hiện rộng rãi ở phần lớn các đảo quốc và quần đảo ở Trung và Tây Thái Bình Dương, bao gồm quần đảo Ogasawara (Nhật Bản), quần đảo Mariana (bao gồm cả đảo Guam), đảo san hô Bokak (quần đảo Marshall) và đảo Wake, cũng như vùng Polynesia, từ quần đảo Hawaii và đảo Johnston mở rộng đến quần đảo Samoa, quần đảo Cook, quần đảo Société, quần đảo Line và Tuamotu.
H. thompsoni thường được tìm thấy ở khu vực sườn dốc của rạn viền bờ và trong các đầm phá, độ sâu khoảng từ 4 đến 300 m.

## Mô tả
Chiều dài lớn nhất được ghi nhận ở H. thompsoni là 21 cm. Toàn thân của H. thompsoni chỉ là một màu nâu xám và không có bất kỳ vệt đốm nào. Mõm ngắn và nhọn.
Số gai ở vây lưng: 12; Số tia vây ở vây lưng: 25–27; Số gai ở vây hậu môn: 3; Số tia vây ở vây hậu môn: 20–21; Số gai ở vây bụng: 1; Số tia vây ở vây bụng: 5; Số vảy đường bên: 76–87.

## Sinh thái học
Thức ăn của H. thompsoni là động vật phù du và thường sống theo đàn. Một cá thể lai tạp giữa H. thompsoni và Hemitaurichthys polylepis đã được quan sát tại Hawaii.

## Thương mại
Mặc dù có màu sắc không mấy bắt mắt, H. thompsoni đôi khi vẫn được thu thập trong ngành buôn bán cá cảnh.